# Sutton, Québec
Sutton är en stad (kommun av typen ville) i provinsen Québec i Kanada. Den ligger i regionen Estrie, i den sydöstra delen av landet, 250 km öster om huvudstaden Ottawa. Staden utökades 2002 med kantonen med samma namn, men folkmängden inom den gamla stadsgränsen har fortsatt att särredovisas i folkräkningen.
Kommunen är officiellt tvåspråkig (franska och engelska), med 71 % fransktalande och 27 % engelsktalande (modersmålstalare) vid folkräkningen 2021.